# Patrick Ochs
Patrick Ochs (født 14. maj 1984) i Frankfurt, Vesttyskland er en tysk tidligere fodboldspiller (højre back/kant). 
Ochs spillede ti år i Bundesligaen, hvor han repræsenterede henholdsvis Eintracht Frankfurt, Wolfsburg og Hoffenheim. Han vandt den tyske pokalturnering med Wolfsburg i 2015.
Ochs nåede aldrig at repræsentere det tyske A-landshold, men spillede ni kampe for landets U/21-landshold.

## Titler
DFB-Pokal
- 2015 med VfL Wolfsburg